# Lavocikin La-7
Lavocikin-Gorbunov-Gudkov La-7 (în limba rusă:Лавочкин Ла-7) a fost un avion vânătoare cu motor cu piston fabricat și utilizat de Uniunea Sovietică în cel de-al Doilea Război Mondial. 
La-7 a fost un avion dezvoltat și îmbunătățit din avionul La-5, fiind ultimul din familia de avioane care a început cu LaGG-1. Zborul inaugural a avut loc la începutul anului 1944 și a intrat în serviciu la sfârșitul anului. Înarmat cu două sau trei tunuri de 20mm, cu o viteză maximă de 661 km/h, avionul dădea senzația piloților sovietici că acest avion egalează orice avion german cu motor cu piston și poate doborâ chiar și avioane cu reacție ca Me 262

## Specificații
Caracteristici generale
- Echipaj:1
- Lungime: 8,6 m
- Anvergură: 9,80 m
- Înălțime: 2,54m
- Suprafața aripilor: 17,59 m2
- Greutate încărcată: 3.315 kg

Schiţa La-7

- Motor: 1 x motor cu 14 cilindri tip Șvetsov Ash-82FN de 1096 kW (1.470 CP)

Performanțe
- Viteza maximă: 661 km/h
- Raza de acțiune: 665 km
- Plafon practic de zbor: 10.450 m
- Viteza de urcare: 15,72 m/s

Armament
- 2x tunuri ShVAK de 20mm cu 200 lovituri

sau 3 tunuri Berezin B-20 de 20mm  
- bombe: 200 kg

## Operatori
- URSS
- Cehoslovacia